# Chamelea gallina
Espèce
Chamelea gallina (anciennement Venus gallina) est une espèce de mollusques bivalves comestibles, de la famille des Veneridae.

Valve droite
Valve gauche

var. corrugatula

Valve droite
Valve gauche

## Historique et dénomination
L'espèce Chamelea gallina a été décrite par le naturaliste suédois Carl von Linné en 1758, sous le nom initial de Venus gallina.

### Synonymie
- Venus gallina Linnaeus, 1758 Protonyme
- Venus striatula E. M. da Costa, 1778
- Venus sinuata Born, 1778
- Venus corrugatula Krynicki, 1837
- Venus nucleus Statuti, 1880
- Venus nuculata Locard, 1892
- Chione schottii Dall, 1902

### Noms vernaculaires
- Chamelea gallina peut être appelée localement vénus, petite praire, ou gallinette.

## Taxinomie
Liste des sous-espèces
- Chamelea gallina gallina, en Méditerranée
- Chamelea gallinastriatula, dans l'Atlantique

## Distribution
Chamelea gallina se trouve sur les côtes de l'Atlantique Est, de Norvège et îles Britanniques, Portugal, Maroc, Madère et Canaries. Elle est également connue dans la Méditerranée et la mer Noire, enfin elle est abondante dans la mer Adriatique.

## Biologie
Cette espèce fait l'objet d'une pêche assez intensive à l'aide de dragues (« Rastro » ou Gabia pour les catalans) et parfois (en Italie notamment) en fluidifiant le sédiment à l'aide d'un jet d'eau ce qui réduit la consommation d'énergie du bateau de pêche mais contribue à fortement augmenter la turbidité et la pollution de l'eau (remise en suspension de polluants absorbés dans le sédiment).